# Thủy quái ăn thịt người trên sông Kali

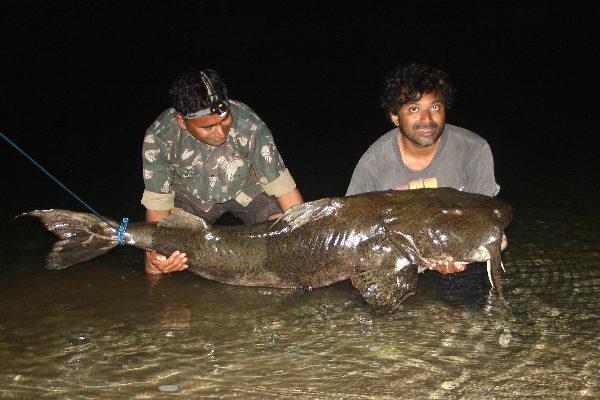
Cá chiên sông (Bagarius yarrelli) ở Ấn Độ hay còn được gọi là Cá da trơn Ấn Độ (Gooch)

Thủy quái ăn thịt người trên sông Kali là một loạt các cuộc tấn công gây tử vong đối với con người được cho là gây ra bởi một con cá chiên sông tên là Goonch, vụ việc diễn ra trong ba ngôi làng trên bờ sông Kali ở Ấn Độ và Nepal vào thời điểm giữa năm 1998 và 2007. trong bối cảnh nhiều vụ tấn công đáng ngờ nhắm vào các nạn nhân bơi trên con sông, giấy lên nỗi hoảng sợ, nhà sinh vật học người Anh Jeremy Wade đã tiến hành điều tra và khám phá ra chân tướng sự việc. Những sự kiện này đã được thể hiện trên chương trình truyền hình River Monsters cũng như được nhắc đến nhiều trên các phương tiện truyền thông. 

## Bối cảnh

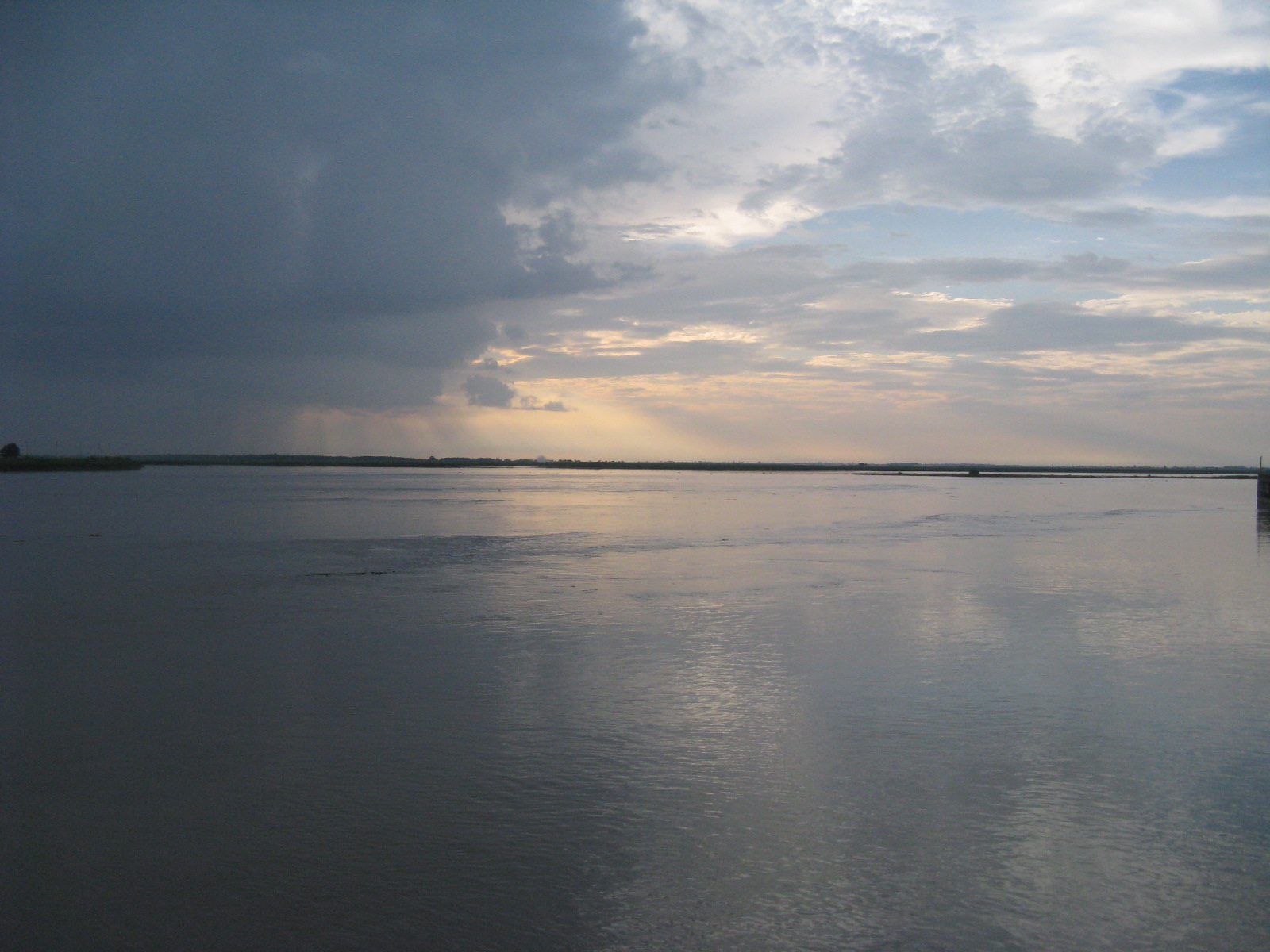
Con sông Kali ở đoạn Sharda Dam

Sông Kali lớn (Graet Kali Gandaki) nằm giữa biên giới Nepan và Ấn Độ. Dòng chảy xuất phát từ các nguồn nước thuộc dãy Himalaya ở độ cao 3.600 mét so với mặt nước biển. Nhưng có một số truyền thuyết đáng sợ về quái thú ăn thịt người đã ám ảnh dân làng ở khu vực này. Các cư dân rất miễn cưỡng khi tắm hay vui đùa trên sông này. Trong nhiều năm, các cư dân ở dọc theo dòng sông Kali lớn tin rằng có một con quái vật hung dữ đang ẩn nấp bên dưới mặt nước dòng sông chảy theo biên giới Nepan và Ấn Độ. Họ nghĩ con quái vật này luôn bơi theo dòng nước đục ngầu và nhắm mục tiêu vào những người đang tắm trên sông.
Biến cố đầu tiên gây hoảng sợ cho các dân làng diễn tra trên sông vào tháng 4 năm 1988, khi một người thanh niên Nepan lội dưới nước, bị một con gì đó kéo xuống nước chết đuối và trốn mất. Ba tháng sau, một cậu bé đang tắm cùng với cha mình trên sông Kali, đột nhiên bị tấn công và bị kéo xuống nước. Người cha chỉ biết kêu khóc thảm thiết mà không thể làm gì được cả. Sau đó, những sự việc như thế tiếp tục xảy ra nhiều lần cho tới khi chúng ám ảnh những người sống bên dòng sông. Sự hiếu kỳ cuối cùng cũng được sáng tỏ khi một nhà sinh học người Anh Jeremy Wade nghiên cứu dòng sông này và phát hiện ra câu trả lời.

## Các vụ tấn công
Các vụ việc tấn công được diễn ra dồn dập, những manh mối có được là lời kể của các nhân chứng. Những nhân chứng chỉ thấy một hình dạng sẫm màu thấp thoáng kéo các thiếu niên xuống, nhưng điều này đủ để khiến họ tin rằng sát thủ là một thủy quái, hình dạng giống như con heo to với khả năng nuốt chửng các nạn nhân.

### Vụ việc thứ nhất
Nạn nhân đầu tiên được phỏng đoán là nạn nhân của vụ cá Goonch tấn công là một thanh niên 17 tuổi, cũng người Nepan. Anh ta bị chết sau khi tắm sông vào tháng 4 năm 1988. Những người chứng kiến nói họ thấy người thanh niên trẻ bị kéo xuống nước bởi một con gì đó rất mạnh mẽ trong nước. Các nhân chứng cho biết cụ thể hơn về cuộc tấn công đầu tiên xảy ra vào tháng 4 năm 1998, vào lúc 13:00, một thanh niên 17 tuổi là Dil Bahadur, trong khi đang bơi ở sông, bất ngờ bị kéo lê dưới nước trước mặt bạn gái của mình và trước một số nhân chứng. Cái xác đã không được tìm thấy, thậm chí sau khi tìm kiếm ba ngày trải dài 5 km.

### Vụ việc thứ hai
Ba tháng sau sự việc này, một cậu bé bị kéo xuống nước, trong khi người cha chỉ biết đứng nhìn trong tuyệt vọng. Đó chính là em Ghat, một cậu bé đã được kéo dưới nước trước mặt cha mình, người đã bất lực xem cảnh tưởng này diễn. Xác chết của cậu bé đã không bao giờ được tìm thấy. 

### Vụ việc thứ ba
Cuối cùng, vào năm 2007, một người thanh niên 18 tuổi người Nepan đang bơi trên sông thì bị kéo xuống bởi một con vật bí ẩn và biến mất khỏi mặt nước. Theo những người chứng kiến thấy tận mắt, con quái vật này giống một con heo lớn. Các báo cáo cho biết, cuộc tấn công thứ ba xảy ra vào năm 2007 khi một người đàn ông Nepal khoảng 18 tuổi biến mất trong dòng sông, ông ta bị kéo xuống bởi một cái gì đó được mô tả như là giống như một con lợn dài ngoằng. Như vậy, Một thanh niên 18 tuổi người Nepan mất tích sau khi bị kéo xuống sông bởi một con gì được mô tả là “giống một con heo dài”. 

## Điều tra

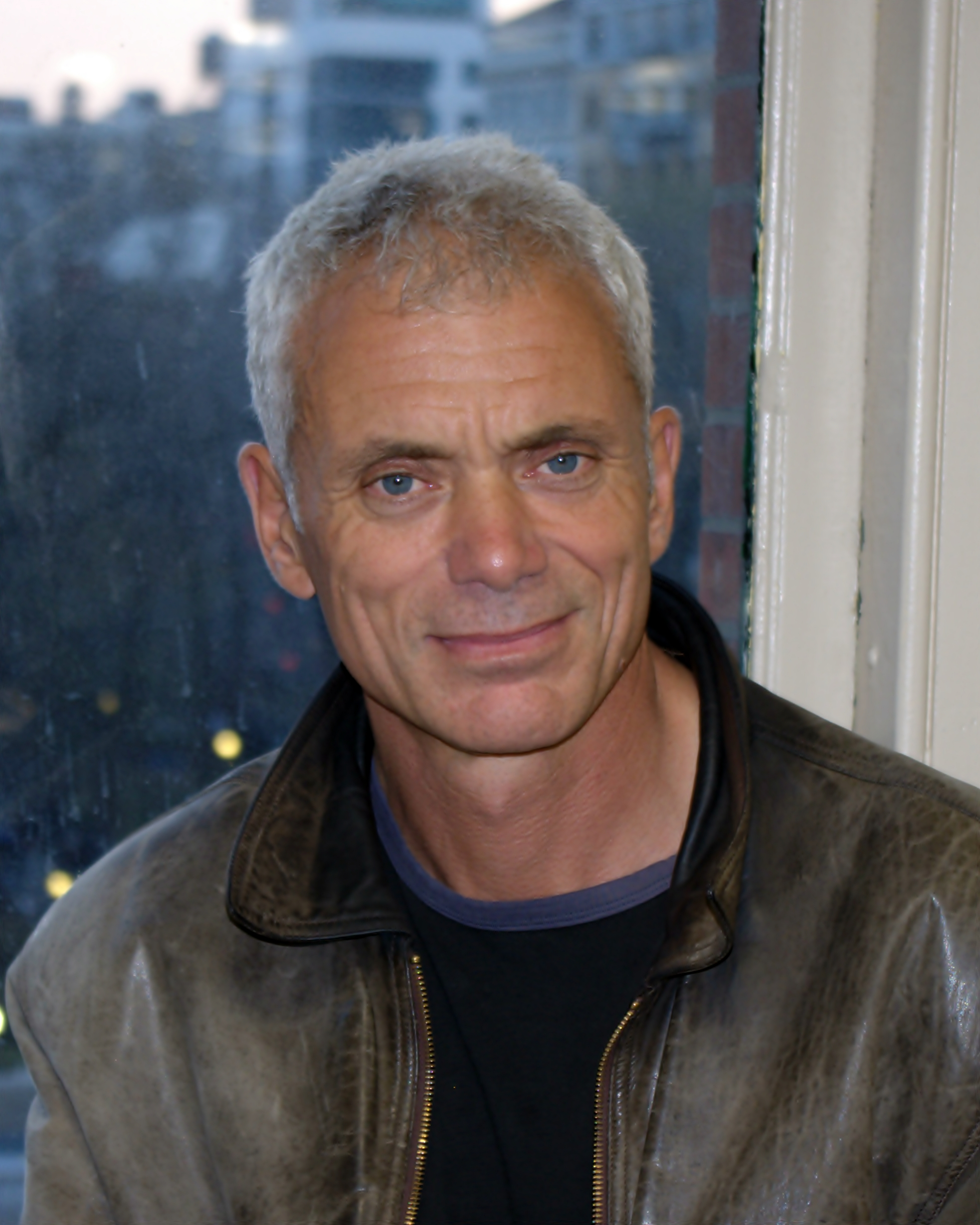
Nhà sinh vật học người Anh Jeremy Wade, người đã điều tra, khám phá ra chân tướng của con quái ngư ăn thịt người trên sông Kali

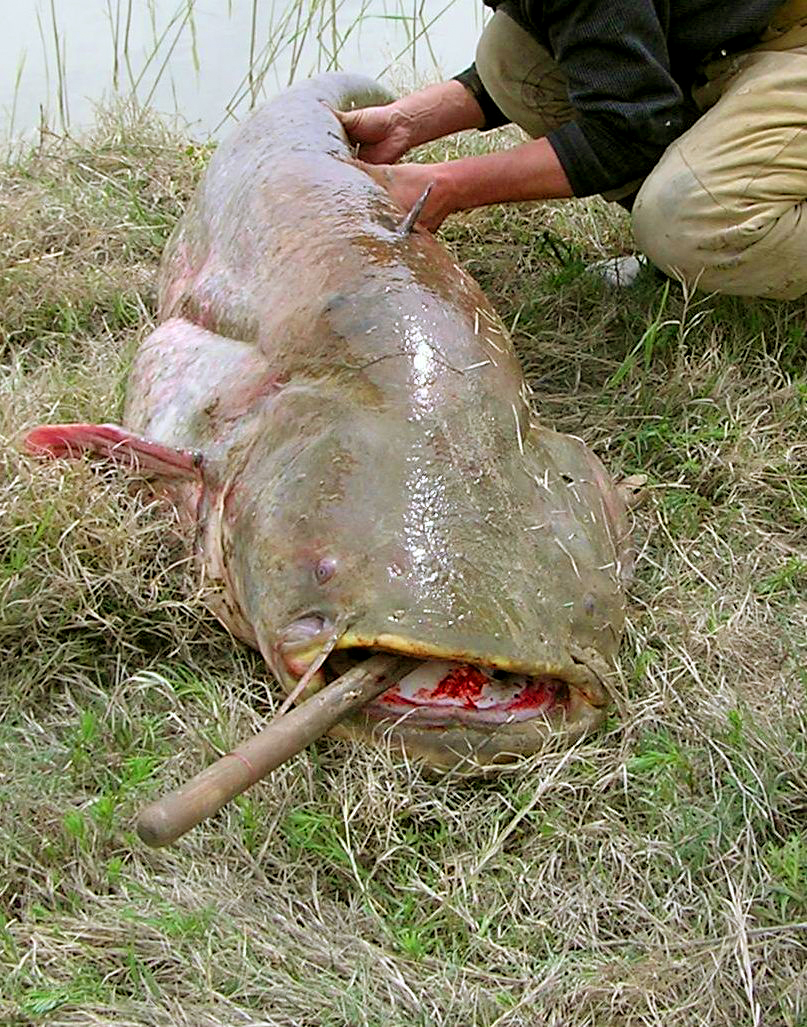
Những con cá da trơn có kích thước lớn với tính phàm ăn hoàn toàn có thể là thủ phạm, đây là một giả thiết nhạy bén trong quá trình điều tra của Wade bên cạnh việc tập trung vào những sát thủ khét tiếng trên sông như cá sấu hay cá mập

Từ sự việc nêu trên, nhà sinh vật học người Anh Jeremy Wade đã tình nguyện để điều tra, truy tầm thủ phạm. Nhà sinh học Jeremy Wade, người vận dụng mọi kinh nghiệm và kỹ năng của mình – cùng với sonar hiện đại và một tàu ngầm nhỏ để truy tìm con thủy quái khổng lồ, mà kích thước có thể lên đến 2 mét. Đây là cuộc chiến giữa người và thủy quái, Jeremy thực sự đem cả mạng sống để thực thi nhiệm vụ khi anh lao vào vùng nước chết chóc của sông Kali và cố bắt một trong những con thủy quái này lên bờ.

### Giả thiết
Mặc dù ban đầu hoài nghi về sự thật đằng sau các cuộc tấn công, vì các cuộc tấn công chỉ xảy ra trong một khu vực cụ thể kéo dài 4-5 dặm. Wade đưa ra giả thuyết rằng các sinh vật sẽ phải có cân nặng 200-300 lbs để làm được như vậy. Ban đầu ông Wade nghĩ những con cá buayalah ăn tro hỏa táng. Tuy nhiên lý thuyết này đã thay đổi khi ông chuyển sự chú ý vào cá da trơn Goonch, một trong những loài cá nước ngọt lớn nhất thế giới. Có lẽ có một số loài cá da trơn sẽ phát triển lớn hơn những con khác nếu chúng được cung cấp nhiều thực phẩm hơn, khi đó chúng có thể to lớn hơn nữa.
Trong thời đó, những báo cáo về người mất tích khi tắm trên sông tiếp tục gia tăng. Các cư dân rất phẫn nộ và bắt đầu tranh luận về loài sinh vật sống ở đó. Một số người tin có một số cá sấu sống trên sông. Tuy nhiên khi điều tra, không có con cá sấu nào sống ở gần đó. Tất cả ba loài cá sấu có thể trong khu vực này đã bị loại trừ cá sấu nước mặn không đi đến nội địa; cấu trúc hàm của cá sấu gharials ngăn cản chúng giết người và những loài cá sấu đầm lầy phổ biến nhất ở Ấn Độ lại không sống trong sông Kali. Mặc dù cá mập bò đã được ban đầu được coi là thủ phạm nhưng một cuộc điều tra trong khu vực bởi nhà sinh học biển Rick Rosenthal lại không nhìn thấy cá mập bò. Hơn nữa, Wade cho rằng cá mập bò sẽ không sống quá xa thượng nguồn, và chưa hề có dấu hiệu của vây lưng lượn trên bề mặt của nước.
Sau đó ông bắt một con nặng chừng 55 ký với chiều dài gần 2 mét. Trọng lượng và kích thước có thể nói là kỷ lục thế giới bởi vì nó nặng hơn và lớn hơn những con cá da trơn từng bắt được trước đây. Nếu con cá này bắt được, người ta sẽ không thể trốn thoát. Sau một nỗ lực không thành công được thực hiện với một với chiếc cần câu, một giàn thiêu đã được thiết kế để thu hút con thủy quái. Một con cá chiên kỷ lục dài lên đến 6 ft đã bị bắt vào ngày hôm sau, và được cân lên đến 75,5 kg (166 lbs), gấp ba lần trọng lượng của một con cá chiên trung bình. Mặc dù Wade ước tính rằng con cá đã mạnh mẽ và đủ lớn để ăn một đứa trẻ nhỏ, ông đã nói về cuộc phỏng vấn rằng ông tin rằng mẫu vật lớn hơn là khả năng tồn tại, và rằng các mẫu vật ông bị bắt là không đủ lớn. 

### Phát hiện
Qua quá trình điều tra, ông Wade phát hiện loài quái vật ăn thịt người hóa ra chính là một con cá da trơn khổng lồ (giant catfish) đã chịu sự biến đổi DNA vì thường ăn tro hỏa táng trong nghi lễ tang truyền thống của cộng đồng này được gọi là nghi lễ Bagmati. Kali là con sông linh thiêng của người Hindu nơi tro hỏa táng được rắc bên bờ sông. Một giả thuyết cho rằng những phần cơ thể bị thiêu được đổ vào sông có thể nuôi sống sinh vật chưa biết này, khiến nó quen mùi thịt người và tăng trưởng đến kích thước khổng lồ.
Đây là loài cá đặc hữu của dòng sông. Tuy nhiên sau hàng chục năm ăn thịt người hỏa táng do dòng nước cuốn đi, những con cá này biến đổi gien và lớn hơn kích thước bình thường. Chúng trở nên nghiện thịt, và bắt đầu đưa thịt người làm thức ăn chính. Vì thế nếu không còn nghi lễ tang truyền thống, loài cá này trở nên hung hãn và tấn công người.
Trong nghiên cứu của mình, ông Wade bắt được một con cá da trơn ăn thịt người dàì 1,8 mét và nặng 73 pound. Theo ông Wade, nếu con cá với kích thước này tấn công người dưới nước, rất ít khả năng nạn nhân trốn thoát. Ông gọi loài cá này là Goonch. Con cá biến đổi gien này đã được điều tra bởi nhà sinh học Jeremy Wade, chương trình này đã được phát trên truyền hình mới đây. Những người địa phương kể cho biết loài quái vật này đã phát triển to lớn một cách bất thường sau khi ăn thịt người hỏa táng. Có lẽ chúng thích ăn thịt sống sau khi ăn tro hỏa táng.
Như vậy, một loài cá da trơn bị nghi ngờ là đã biến đổi gien để trở thành một loài to lớn và đáng sợ. Cá này đang là chủ đề nghiên cứu của các nhà khoa học ở Nepan và Ấn Độ. Họ lo con cá này đã giết nhiều người sau khi “cảm nhận” được mùi vị thịt người. Loài cá da trơn khổng lồ này, thường gọi là Goonch, được cho là phát triển sau khi ăn tro người hỏa táng được ném xuống sông Great Kali, con sông biên giới giữa Nepan và ấn Độ, nơi cá này được bắt. 

### Thủ phạm
Qua điều tra, cho kết luận sơ bộ rằng một quái thú ăn thịt người có mang là Goonch chính một loài cá da trơn (chính xác là cá chiên sông với tên khoa học là Bagrus yarrelli) dài 6 ft, nặng 150 lb, sống ở sông Great Kali ở dưới chân của dãy núi Himalaya. Con cá khổng lồ này được thuật lại là đã kéo rất nhiều người xuống nước trong hơn 20 năm qua, làm họ chết đuối và ăn thịt họ. Có giả thuyết con cá có được mùi vị thịt người là do sau khi ăn phần còn lại sau khi hỏa táng được quăng xuống sông. 

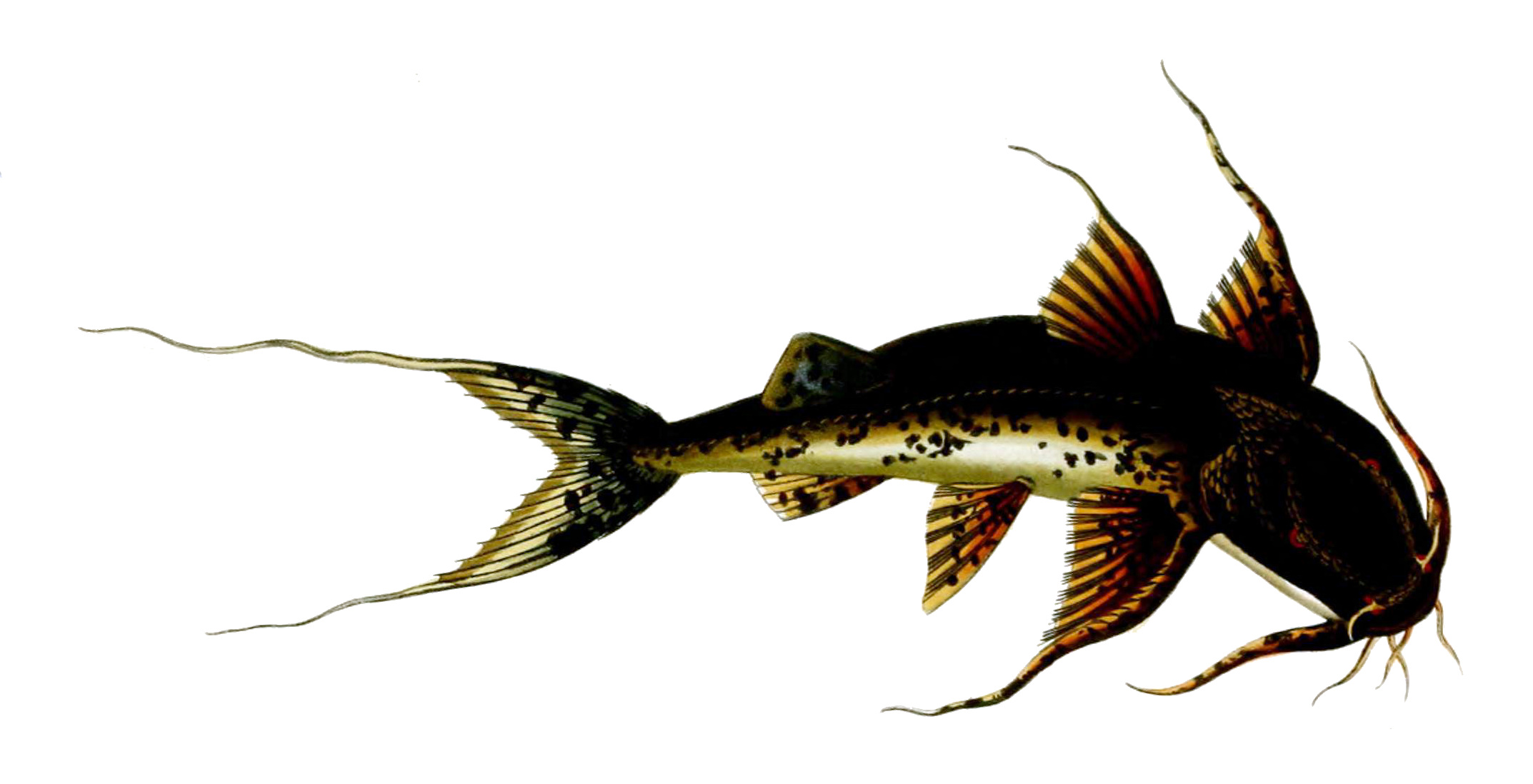
Cá chiên sông Bagrus yarrelli

Loài cá này sống ở sông Kali, chạy giữa Ấn Độ và Nepal. Cá da trơn thuộc họ cá trê. Nó có chiều dài lên tới gần 2 m, nặng khoảng 70 kg với những chiếc răng sắc nhọn. Điều khiến loài thủy quái Gooch khổng lồ này trở lên nguy hiểm và đáng sợ là nó khả năng tấn công và ăn thịt người. Cá da trơn khổng lồ Goonch tại sông Uttarakhand, Ấn Độ có thể dài đến hai mét và đạt cân nặng 90 kg. Loài cá to lớn này bị coi là thủ phạm gây ra những vụ tấn công người bơi lội ở sông Kali, Ấn Độ vào khoảng những năm 1998-2007.
Hoạt động chủ yếu trên sông Kali, chạy giữa Ấn Độ và Nepal, loài cá da trơn này có chiều dài gần 2m và cân nặng khoảng 70 kg. Nhiều người cho rằng loài cá này có thể phát triển kích thước lớn như vậy là do dòng sông Kali bị ô nhiễm bởi các nhà máy công nghiệp cùng với việc xử lý xác chết trong các nghi thức của tang lễ Hindu đã khiến loài cá này bị đột biến. Loài thủy quái này cũng có một cái miệng khổng lồ cùng hàm răng tuy nhỏ nhưng sắc như dao cạo. Trên cơ sở những báo cáo về một vụ bị tấn công bởi loài cá Goonch ở Ấn Độ và một cậu bé 18 tuổi đã thiệt mạng, người ta không bao giờ tìm được xác của cậu bé đó nữa.
Cá chiên sông (Bagarius yarrelli) là một loài cá da trơn rất lớn trong chi Bagarius, tìm thấy trong các con sông lớn ở Nam Á và Đông Nam Á, cụ thể trong lưu vực sông Ấn và sông Hằng, phần lớn miền nam Ấn Độ ở phía đông dãy núi Tây Ghats, cũng như trong lưu vực sông Mê Kông, Xe Bangfai cho tới Indonesia; nhưng không có ở các sông suối nhỏ. Loài cá này dài tới 2 m (6,6 ft) và cân nặng tới trên 90 kg (200 lb). Nó có thể là loài to lớn nhất trong chi Bagarius. Thức ăn chủ yếu của nó là các loại tôm tép, nhưng cũng ăn cả cá nhỏ và côn trùng thủy sinh. Di cư thành đàn, được thông báo là di cư để theo đuổi con mồi. Người ta cũng thông báo là có các cá thể di cư theo cá hô (Catlocarpio siamensis) trong thời kỳ di cư về thượng nguồn Được đánh bắt và mua bán ở chợ dưới dạng cá tươi, nhưng không được đánh giá cao do thịt cá bở, nhanh ươn và vì thế có thể gây bệnh.

## Trong truyền thông
Những vụ tấn công ăn thịt người của thủy quái và quá trình điều tra là chủ đề một phim tài liệu truyền hình được phát sóng vào ngày 22 tháng 10 năm 2008, cũng như một tập phim về Các cuộc tấn công trên sông Kali (Kali River goonch attacks) trên kênh truyền hình Animal Planet trong loạt River Monsters trên kênh Discovery Channel do nhà sinh vật học người Anh Jeremy Wade thủ vai chính. Kênh Five, một kênh truyền hình Anh, phát hình về loài cá ăn thịt người ở Ấn Độ trong loạt chương trình Nature Shock của mình. Tập phim có tên “Thủy quái ăn thịt người” đang điều tra về cái chết của ba thiếu niên trên đoạn sông dài năm dặm thuộc sông Kali, miền bắc Ấn Độ, mà nó dẫn đến một loài cá da trơn săn mồi lớn. 

## Vụ việc tương tự
Không chỉ trên dòng sông Mekong mới có các loài cá da trơn khổng lồ. Ở hồ Furong thuộc Huadu, Trung Hoa, cũng xảy ra sự náo động. Hàng năm, luôn xảy ra một vài trường hợp người bị chết đuối và mất tích một cách bí ẩn trên hồ nước này. Nhưng sự bí ẩn cuối cùng cũng được khám phá ra. Những người địa phương đã tìm cách bắt được một con cá da trơn khổng lồ có kích thước dài tới 3 mét với bề rộng đầu tới 1 mét. Khi bụng cá được cắt ra, họ phát hiện “phần còn lại” của một người trong đó.
Tuy nhiên vì chính quyền địa phương sợ ảnh hưởng đến du lịch của vùng, họ tìm cách giấu nhẹm đi. Nhưng một số du khách cũng chụp được một số bức ảnh về con quái thú này bằng điện thoại. Một số người xem loài cá này thuộc loài cá trê Clarius batrachus, nhưng không ai giải thích vì sao nó lớn đến như vậy. Hiện nay những người địa phương và du khách nước ngoài không được phép bơi ở hồ này. Người ta nói vẫn còn cá lớn sống trong hồ sẵn sàng ăn thịt những người bơi trong đó.